# Order Świętego Patryka
Order Świętego Patryka, właśc. Order Wielce Znakomity św. Patryka (ang. The Most Illustrious Order of Saint Patrick) – najwyższe brytyjskie odznaczenie związane z Irlandią, jako częścią Zjednoczonego Królestwa.
Order ustanowiony został 5 lutego 1783 przez Jerzego III jako nagroda dla lojalnych członków zreorganizowanego rok wcześniej na angielską modłę irlandzkiego parlamentu. Suwerenem orderu był aktualnie panujący władca, a stanowisko wielkiego mistrza orderu piastował ex officio lord namiestnik Irlandii.
Order, bez podziału na klasy, nadawany był początkowo 15 kawalerom, wyłącznie mężczyznom, mogącym wylegitymować się szlachectwem od trzech pokoleń. Jerzy IV zezwolił na nadanie sześciu dodatkowym kawalerom, a w 1833 Wilhelm IV ustalił liczbę kawalerów na 22. Poza tą liczbą order mógł być nadawany członkom brytyjskiej rodziny panującej.
Podobnie jak pozostałe najwyższe ordery brytyjskie (Order Podwiązki i Order Ostu) order posiadał kapitułę złożoną z: 
- kapelana orderu (Prelate) - urząd związany zwykle z arcybiskupstwem Armagh
- kanclerza (Chancellor)
- archiwisty (Registrar)
- odźwiernego (Gentleman Usher of the Black Rod)
- sekretarza (Secretary)
- genealoga (Genealogist)
- głównego herolda (Ulster King of Arms)
- dwóch heroldów (Cork Herald i Dublin Herald)
- czterech pomocniczych heroldów (Pursuivants of Arms)

W związku z odzyskaniem przez większość Irlandii niepodległości i wystąpieniem Wolnego Państwa Irlandzkiego ze Zjednoczonego Królestwa nadawanie orderu zostało ograniczone i w końcu wstrzymane. Od 1922 został on nadany tylko trzem osobom, członkom rodziny królewskiej. Jako ostatni Order św. Patryka otrzymał w 1936 Albert, książę Yorku, późniejszy król Jerzy VI. Zmarły w 1974 Henryk, książę Gloucester był ostatnim żyjącym kawalerem tego orderu. 
Próby przywrócenia orderu podejmował Winston Churchill w 1943 zamierzając nadać go generałowi Haroldowi Alexandrowi. Współcześnie podejmowane są próby reaktywowania orderu, w postaci odznaczenia nadawanego wspólnie przez monarchę brytyjskiego i prezydenta Irlandii, szczególnie za zasługi na polu wzajemnych stosunków.